# Кемптон (Кентуккі)
Кемптон (англ. Campton) — місто (англ. city) в США, в окрузі Вулф штату Кентуккі. Населення — 316 осіб (2020).

## Географія
Кемптон розташований за координатами 37°44′7″ пн. ш. 83°32′50″ зх. д. / 37.73528° пн. ш. 83.54722° зх. д. (37.735161, -83.547241).  За даними Бюро перепису населення США в 2010 році місто мало площу 2,59 км², з яких 2,59 км² — суходіл та 0,00 км² — водойми.

## Демографія
Згідно з переписом 2010 року, у місті мешкала 441 особа в 216 домогосподарствах у складі 121 родини. Густота населення становила 170 осіб/км².  Було 251 помешкання (97/км²).
Расовий склад населення:
| - 98,2 % — білих - 0,2 % — корінних американців |

До двох чи більше рас належало 1,6 %. Частка іспаномовних становила 1,4 % від усіх жителів.
За віковим діапазоном населення розподілялося таким чином: 22,4 % — особи молодші 18 років, 57,9 % — особи у віці 18—64 років, 19,7 % — особи у віці 65 років та старші. Медіана віку мешканця становила 40,4 року. На 100 осіб жіночої статі у місті припадало 75,7 чоловіків;  на 100 жінок у віці від 18 років та старших — 77,2 чоловіків також старших 18 років.
Середній дохід на одне домашнє господарство  становив 28 833 долари США (медіана — 15 357), а середній дохід на одну сім'ю — 38 083 долари (медіана — 20 682). За межею бідності перебувало 54,5 % осіб, у тому числі 80,8 % дітей у віці до 18 років та 14,0 % осіб у віці 65 років та старших.
Цивільне працевлаштоване населення становило 169 осіб. Основні галузі зайнятості: освіта, охорона здоров'я та соціальна допомога — 64,5 %, роздрібна торгівля — 10,1 %, будівництво — 6,5 %, транспорт — 3,0 %.